# Graeme Moad
Graeme Moad, AC (* 25. Juni 1952 in Orange (New South Wales)) ist ein australischer Chemiker (Makromolekulare Chemie, Organische Chemie).
Moad studierte an der University of Adelaide mit dem Bachelor-Abschluss 1974 und promovierte 1977 bei Athelstan Beckwith über organische Chemie freier Radikale. Als Post-Doktorand war er an der Pennsylvania State University bei Steven J. Benkovic und forschte ab 1979 für die australische Forschungsorganisation SCIRO, deren Fellow er seit 2015 ist und bei der er ab 1988 Principal Research Scientist und 1999 bis 2015 Chief Research Scientist war. Er ist Adjunct Professor an der Monash University und der University of New England. 2016 war er Gastwissenschaftler an der University of Warwick.
Er befasst sich mit Polymerisationsmechanismen und der Entwicklung neuer Polymere und Polymersynthesen. Er ist einer der Entwickler der RAFT-Polymerisation (Reversible Addition-Fragmentation chain Transfer) mit Ezio Rizzardo und San Thang (1996) bei CSIRO.
Er ist Fellow des Royal Australian Chemical Institute (1992), der Australian Academy of Science (2012) und der Royal Society. Er ist assoziiertes Mitglied der IUPAC Polymer Division. 2003 erhielt er die CSIRO Medal und 2015 den Newton-Turner Award der CSIRO, 2012 die Battaerd-Jordan Polymer Medal der RACI-Polymer-Division und war 2014 Thomson Reuters Citation Laureate. 2014 erhielt er den Clunies-Ross Award der Australian Academy of Technological Sciences and Engineering. Er hat eine Ehrenprofessur an der Universität für Chemieingenieurwesen Peking.
Er hält 34 Patente und veröffentlichte rund 180 Aufsätze (2016).

## Schriften
- mit David Henry Solomon: The chemistry of radical polymerization, 2. Auflage, Elsevier 2006